# Władysław Hedinger
Władysław Hedinger (ur. 14 lutego 1886 w Poznaniu, zm. 3 grudnia 1931 tamże) – polski bankowiec, doktor ekonomii, jeden z założycieli Związku Patriotycznego.

## Życiorys
Był synem Henryka, dyrektora banku, i Walentyny z domu Man. Ukończył Gimnazjum im. Marii Magdaleny w Poznaniu – należał wtedy, po zaprzysiężeniu w 1900, do Towarzystwa Tomasza Zana (w roku szkolnym 1904/1905 pełnił funkcję prezesa tego związku na Wielkopolskę). Studiował od 1907 na Uniwersytecie Genewskim, Uniwersytecie Fryderyka Wilhelma w Berlinie oraz Uniwersytecie Ludwika i Maksymiliana w Monachium. W tym czasie należał do Bratniej Pomocy. W roku akademickim 1907/1908 był prezesem tej organizacji w Berlinie. W 1911 uzyskał doktorat nauk ekonomiczno-politycznych.
Od 1907 pracował w banku w Berlinie, a w latach 1911–1914 w Banku „Kwilecki” w Poznaniu. W tym czasie był redaktorem organu Organizacji Młodzieży Narodowej „Brzask”. W latach 1914–1917 służył w armii niemieckiej. Od 1917 tworzył w Lublinie Bank Ziemi Polskiej. W wyniku jego działalności w Polsce w latach 1917–1927 powstały 4 oddziały i 22 filie tego banku. W tym okresie koordynował jego działalność z pracami organizacyjnymi Związku Kółek Rolniczych. W latach 1926–1927 wykładał na Katolickim Uniwersytecie Lubelskim organizację handlu i bankowości. W latach 1927–1931 był dyrektorem oddziału Państwowego Banku Rolnego w Poznaniu, a w 1931 przeszedł na to samo stanowisko w Lublinie.
Od czasu studiów należał do tajnego Związku Młodzieży Polskiej „Zet”, będąc bratem zetowym. W 1918 wystąpił o urlop bezterminowy w „Zet” i został jednym z założycieli Związku Patriotycznego.
Brał udział w wojnie polsko-bolszewickiej. W 1920 był sekretarzem generalnym Wojewódzkiego Komitetu Obrony Narodowej w Lublinie. Od lipca do grudnia 1920 dowodził Lubelską Baterią Górską przy 2 Dywizji Piechoty Legionów.
Jego rodzeństwo to: Mieczysław (1880–1918, doktor medycyny, major WP, służył w 6 batalionie I Brygady Legionów Polskich i zginął w listopadzie 1918), Stanisław, Zbigniew, Witold (1876–1932, inżynier, przemysłowiec, działacz społeczny i gospodarczy, konsul honorowy Szwecji, radny i przewodniczący Rady Miejskiej Poznania, senator II kadencji w II RP z ramienia Związku Ludowo-Narodowego), i Zofia.

## Ordery i odznaczenia
- Krzyż Niepodległości (16 września 1931)[7]
- Order Odrodzenia Polski
- Złoty Krzyż Zasługi (8 lipca 1929)[8]